# Culex iphis
Culex iphis är en tvåvingeart som beskrevs av Philip James Barraud 1924. Culex iphis ingår i släktet Culex och familjen stickmyggor. Inga underarter finns listade i Catalogue of Life.